# Laurette Laurin
 (septembre 2018).
 (novembre 2021).
Laurette Laurin, née à Montréal, est une romancière québécoise. Avocate de formation, elle devient gestionnaire au sein de l'administration publique québécoise et au Barreau du Québec avant de se consacrer entièrement à l'écriture.

## Biographie
En 1984, elle reçoit la Médaille du Barreau, à la suite de son succès au Concours international d’éloquence des barreaux francophones, à Versailles.[réf. nécessaire] Elle fait carrière dans l’administration publique québécoise, à titre de conseillère juridique, cadre supérieure, sous-ministre adjointe et juge administrative, avant de devenir directrice de l’École du Barreau du Québec et de la Formation continue du Barreau du Québec.
Chroniqueuse juridique à la radio et à la télévision de Radio-Canada au Montréal ce soir dans les années 80, elle participe pendant plusieurs années aux Soirées bénéfice du Théâtre d’aujourd’hui, à titre de leveuse de fonds et de comédienne amateure.
Elle publie un premier roman en 2014.
Son quatrième roman Canot Western, est une autobiographie romancée.

## Publications
- La cassette, nouvelle publiée par Leméac en 2007, dans une anthologie composée par Jean Barbe, Juliette Ruer et Éric Fourlanty, sous le titre de Histoires de... récits radiophoniques
- Coupée au montage, Québec Amérique, 2014.
- Mariages et autres mensonges, Québec Amérique, 2015.
- Se prendre au jeu, Québec Amérique, 2016.
- Canot Western, Québec Amérique, 2019